# Linia Środkowej Odry

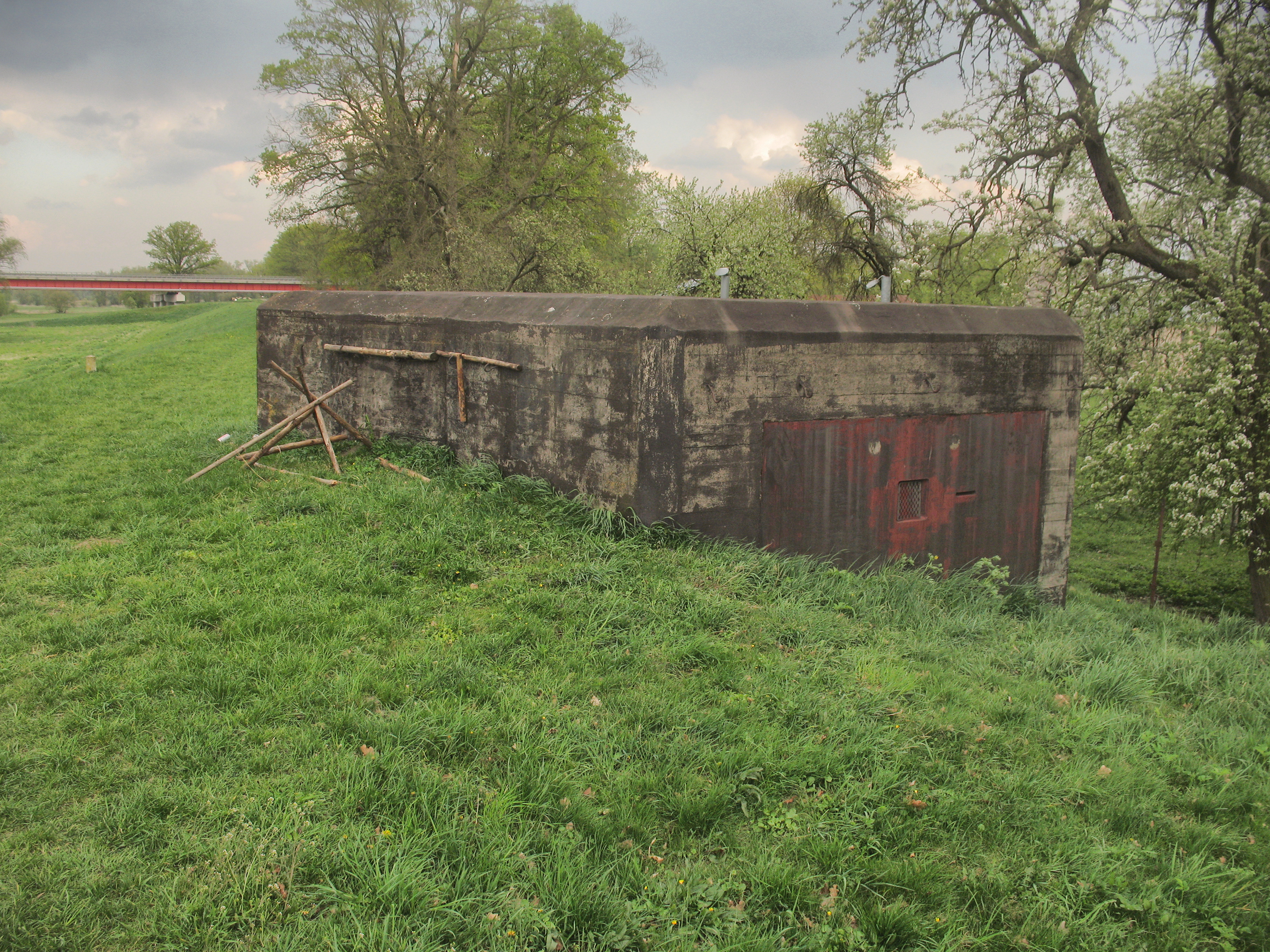
Pozostałości umocnień na wysokości wsi Leśna Góra, zdobyte 29 stycznia 1945

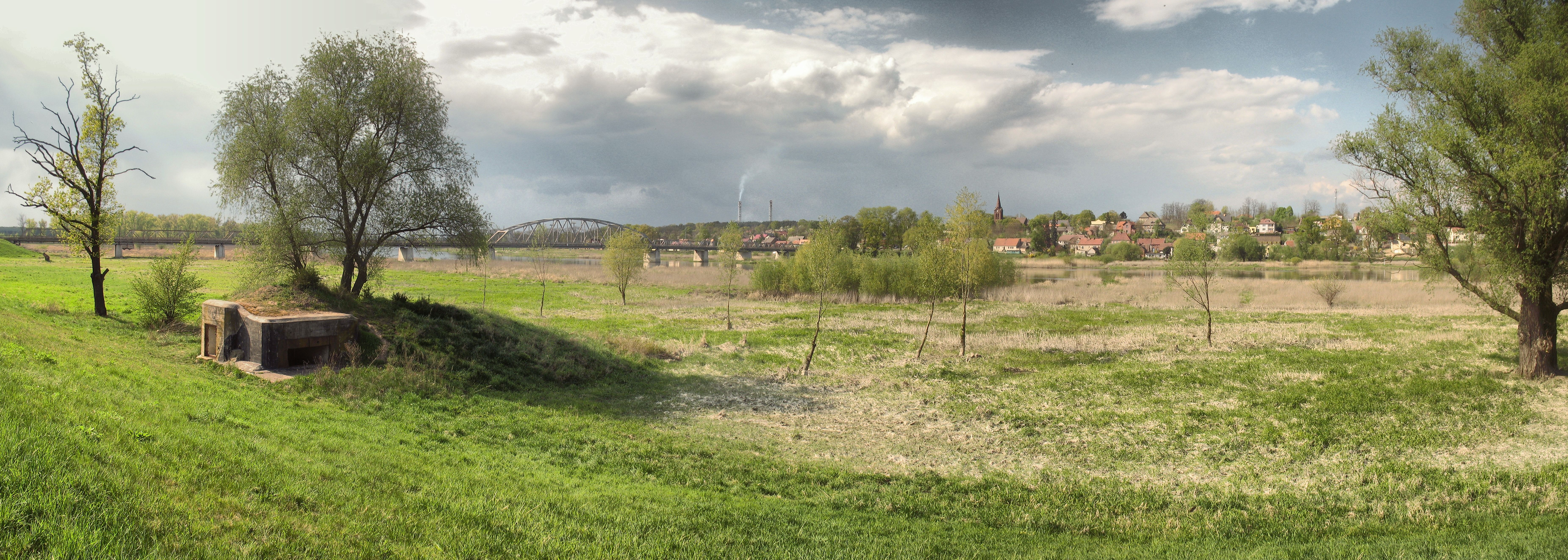
Schron bojowy nr 711, maskowany ziemią, ściany o grubości do 150 cm, w tle – most na Odrze w Cigacicach

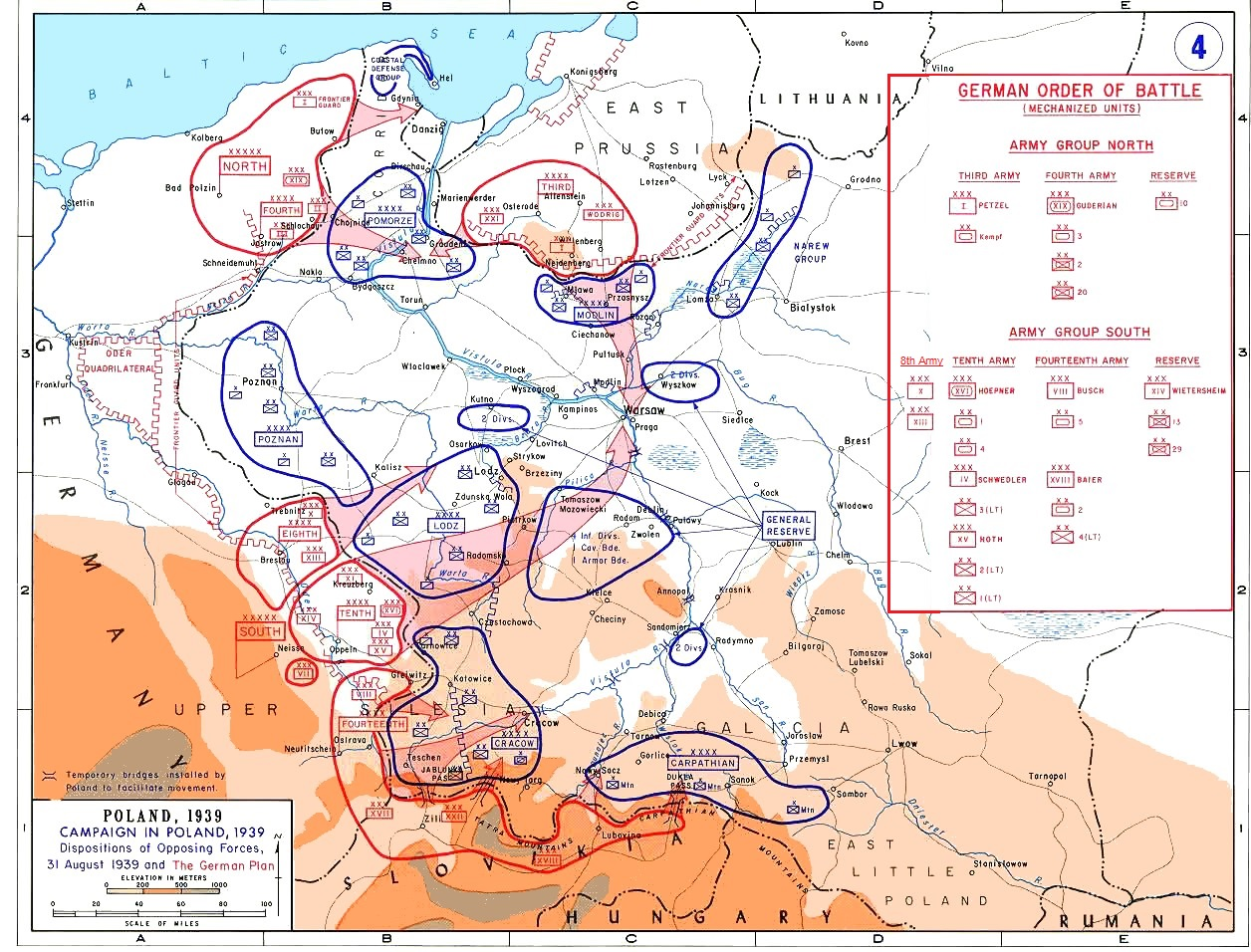
Mapa z zaznaczonymi liniami obrony III Rzeszy: Wałem Pomorskim, Międzyrzeckim Rejonem Umocnionym i Linią Środkowej Odry

Linia (Pozycja) Środkowej Odry (niem. Oderstellung) – zespół około 650 (z planowanych ok. 780) jednokondygnacyjnych żelbetowych schronów bojowych, obserwacyjnych lub biernych wyposażonych w liczne pancerze forteczne (np. płyty, półkopuły i kopuły pancerne). Zbudowane zostały w latach 1928–1939 (modernizowane w latach 1944-1945) wzdłuż lewego brzegu Odry od Wrocławia do Krosna Odrzańskiego (odległość między tymi miastami w linii prostej wynosi około 170 km).

## Historia
Oprócz betonowych umocnień wybudowano także setki schronów drewniano-ziemnych, betonowych stanowisk karabinów maszynowych, okopy, rowy przeciwpancerne i umocnione stanowiska artylerii. Rejony mostów otoczono zasiekami z drutu kolczastego i założono pola minowe. Oprócz zasadniczej linii obrony powstały także fortyfikacje przedpola i umocnione przyczółki mostowe na prawym brzegu Odry, a także fortyfikacje tyłowe na Linii Bobru – tzw. „Rygiel Bobru”.
Umocnienia te wraz z położonymi na północ Międzyrzeckim Rejonem Umocnionym oraz Wałem Pomorskim (niem. Pommernstellung) stanowiły główną linię obrony III Rzeszy przed atakiem ze wschodu (chodziło głównie o agresję ze strony Polski). Oderstellung miała zabezpieczyć głównie tereny Dolnego Śląska, w 1939 na niektórych odcinkach osłaniała koncentrację oddziałów niemieckich szykujących się do ataku na Polskę. Według planów dowództwa niemieckiego fortyfikacje linii miały zatrzymać ofensywę styczniową Armii Czerwonej, co jednakże nie powiodło się.
Linia Oderstellung została przełamana na całej długości w przeciągu kilkunastu dni. 23 stycznia 1945 oddziały sowieckie przełamały linię fortyfikacji w rejonie Ścinawy, co pozwoliło na utworzenie przyczółka na lewym brzegu Odry, natomiast 29 stycznia 1945 oddziały radzieckie utworzyły przyczółek w rejonie Cigacic, desant koło Cigacic został przejściowo odparty przez Niemców, jednakże i ten odcinek frontu został przełamany. 14 lutego na skutek sukcesów wojsk radzieckich w innych sektorach frontu zajęta została m.in. Nowa Sól i Zielona Góra. Do połowy lutego 1945 opór na większości odcinków Linii Środkowej Odry został przełamany, do 1 kwietnia (Głogów) i 6 maja (Wrocław) 1945 broniły się załogi okrążonych miast-twierdz.
Obecnie obiekty Oderstellung nie są zagospodarowane. Duża część z nich została wysadzona i zniszczona w 1945 przez Rosjan oraz w latach 50. przez wojska polskie. Nieliczne zachowane w całości obiekty, szczególnie w wałach przeciwpowodziowych były zasypywane (najczęściej po powodzi w 1997), pozostałe są systematycznie niszczone przez złodziei złomu.
Obecnie funkcjonują dwa skanseny fortyfikacji (w Cigacicach – Leśnej Górze oraz w okolicach Czerwieńska), których członkowie pieczołowicie remontują kolejne obiekty i w przyszłości udostępnią na większą skalę turystom i miłośnikom fortyfikacji.
Co roku 29 stycznia w Cigacicach odbywa się inscenizacja mająca upamiętnić walki o przyczółek odrzański w styczniu i lutym 1945.